# Caingangia wesa
Caingangia wesa är en stekelart som beskrevs av Martinez 2005. Caingangia wesa ingår i släktet Caingangia och familjen bracksteklar. Inga underarter finns listade.